# Île de Monty
L'île de Monty est une île sur la Loire, en France.
L'île est située près de la rive droite du fleuve, sur le territoire de la commune de Thouaré-sur-Loire en Loire-Atlantique. Elle mesure 1,9 km de long et 280 m de large, pour une superficie de 37 ha.
L'île, abritant une ferme construite au XIXe siècle, est reliée par un passage à gué à la rive du fleuve. Sa pointe ouest est traversée par les ponts de Thouaré qui ne permet pas l'accès à l'île.